# Шарафутдинов, Дамил Наилевич
Дами́л Наи́левич Шарафутди́нов (тат. Damil Nəil uğlı Shərəfutdinov, Дамил Нәил улы Шарафутдинов; род. 16 января 2001, Нижний Новгород, Россия) — российский боксёр-любитель и профессионал, выступающий в супертяжелой весовой категории. Член национальной сборной России в 2020-х годах, мастер спорта России по боксу, обладатель Кубка России (2020), бронзовый призёр чемпионата России среди молодёжи до 22 лет (2021), многократный победитель и призёр международных и всероссийских турниров в любителях.

## Биография
Дамил Шарафутдинов родился 16 января 2001 года в городе Нижний Новгород, в России. По национальности — татарин. Корни Дамила из села Кочко-Пожарки Сергачского района Нижегородской области, и из Буинского района Республики Татарстан.
Учился в школе № 186 Советского района Нижнего Новгорода.
Учится в Национальном исследовательском Нижегородском государственном университете имени Н. И. Лобачевского. Закончил бакалавриат на Факультете экономики и предпринимательства, в настоящее время магистрант Факультета физической культуры и спорта. Занимается общественной деятельностью, активист Региональной национально-культурной автономии татар Нижегородской области (РНКАТНО) — общественной организации, объединяющей и представляющей интересы татар региона.

## Любительская карьера
С детства хотел заниматься боксом, но родители его были против.
В 13 лет брат привел его на секцию бокса в «Академию Бокса» в Нижнем Новгороде, с того момента Дамил начал свои первые спортивные шаги и вхождение в спортивную жизнь. Первый тренер — мастер спорта СССР Александр Широков. С 2016 года по сегодняшний день тренируется у главного тренера Нижегородской области по боксу Александра Гришина.
В 14 лет принял участие в первых соревнованиях. В 15 лет провел бой на Первенстве России среди юношей, где занял 3-е место. В 2018 году занял на статусном турнире 2-е место. В 2019 году получил второе место на Первенстве России среди юниоров, и оказался в шаге от участия на Чемпионате Европы. В этом же году принимал участие на множестве турниров, которые проходили в Сербии (были победы), Болгарии (были победы, финал), Германии (были победы, занял 2-е место).
В частности, в июле 2019 года стал победителем на престижном международном турнире «37th Golden Glove of Vojvodina» в Воеводине (Сербия), проведя три боя против боксеров из Индии, Сербии и Турции, и в каждом одержав уверенную победу.
В мае 2021 года, в Серпухове стал бронзовым призёром чемпионата России среди молодёжи (19—22 лет) в категории свыше 91 кг, где он успешно провёл три боя, но в полуфинале по очкам проиграл Эмину Хатаеву.
А в конце августа 2021 года принимал участие на взрослом чемпионате России в Кемерово, в категории свыше 92 кг. Где он в первом раунде соревнований по очкам (3:2) победил Артёма Фёдорова, в 1/8 финала по очкам (5:0) победил Дмитрия Богданова, но в четвертьфинале по очкам опять проиграл Эмину Хатаеву.
И с 2021 года Шарафутдинов входит в состав сборной команды России по боксу, а также сборных Приволжского Федерального округа и Нижегородской области.
В начале октября 2022 года в Чите участвовал на чемпионате России в категории свыше 92 кг, где он в 1/8 финала соревнований по очкам единогласным решением судей (5:0) победил Тараса Олещука, но затем в четвертьфинале по очкам единогласным решением судей (0:5) проиграл опытному дагестанцу Магомедсултану Мусаеву.

## Профессиональная карьера

### Полупрофессиональный турнир «Кубок Матч! Боец»
В январе 2021 года, на Красной Поляне вблизи города Сочи участвовал в новогоднем полупрофессиональном турнире по боксу «Лига Ставок. Кубок Матч! Боец» — соревновании с призовым фондом в 10 миллионов рублей. Где четыре команды разных боксёров — как любителей которые готовятся к профессиональному боксу так и начинающих профессионалов в прямом эфире телеканала «Матч ТВ» в течение семи дней выясняли, кто из них лучше готов к 2021 году. Шарафутдинов входил в команду Дмитрия Бивола, и в этом турнире он сначала по очкам проиграл опытному крымчанину Павлу Дорошилову входившему в команду Эдуарда Трояновского, но затем в конкурентном бою по очкам (счёт 39:37) победил опытного профессионала Шигабудина Алиева входившему в команду Султана Ибрагимова.
И 25 декабря 2021 года в Москве он дебютировал на профессиональном ринге в организации Pravda Fighting Championship, проиграв единогласным решением судей чемпиону мира по MMA (лига AMC Fight Nights Global) 35-летнему опытному нокаутёру Вагабу Вагабову (1-0). Бой продлился все отведенные четыре раунда и прошёл в зрелищном стиле. Несмотря на присуждение победы сопернику Дамила, бой был как минимум равный и неоднозначный по мнению боксёрского сообщества.
С 2020 года участвует в боях бойцовской лиги «Наше Дело», с которой Шарафутдинов подписал контракт на несколько боёв. Бои проходят в ММА-перчатках и по правилам бокса.

Карьера в бойцовской лиге "Наше Дело"
Осенью 2022 года Дамил подписал контракт с бойцовской лигой "Наше Дело" и ворвался в гонку Гран-При в супертяжёлом весе. И первым противником стоявшем на пути будущего чемпиона стал Герман Скобенко. Поединок прошел в лучших традициях тяжеловесов: зрелищно и непредсказуемо. Дамил постоянно наступал на соперника и давил на него, что и привело к победе.
Выход в финал и победа Гран-При
Следующий бой Дамила состоялся в рамках финала Гран-При "Наше Дело" против Омара Айдемирова. Главный бой вечера продлился все три раунда и завершился победой Шарафутдинова решением судей
Временный титул чемпиона в супертяжелом весе
Нижегородский татарин и боксер Дамил Шарафутдинов провел бой за временный чемпионский пояс в супертяжелом весе бойцовской лиги «Наше дело» против Мурада Халидова в 5-раундовом бою. Бойцы отлично показали свою технику и подготовку, единогласным решением судей победу одержал Дамил Шарафутдинов. После боя, на ринг к Шарафутдинову вышел Вагаб Вагабов, его давний соперник, которому Дамил проиграл спорным решением судей. Они провели стердаун, но бой так и не состоялся.
Титул чемпиона в супертяжелом весе
Весной 2023 года в рамках поп-ММА бойцовской лиги «Наше дело» прошел бой за чемпионский титул в супертяжелом весе между Дамилом Шарафутдиновым и Давидом Бархударяном. Бой проходил так же в перчатках, используемых в ММА. Дамил традиционно вышел в тюбетейке и под татарскую народную песню «Тала-тала».  Бой продолжался три раунда. В середине третьего Давид Бархударянов не смог прийти в себя после сокрушительной серии ударов Дамила. Секунданты Бархударяна бросили полотенце на ринг, признав технический нокаут.
Защита титула чемпиона в супертяжелом весе в бою против Павла Шульского
Спустя пару месяцев после победы над Бархударяном, Дамил провел очередной поединок против экс-чемпиона бойцовской лиги "Наше Дело" Павла Шульского. Поединок прошел в стойке по правилам бокса и продлился всю дистанцию (5 раундов). Единогласным решением судей победу отдали Шарафутдинову. И для него это стала 5-я победа подряд.
Бой с Хадисом Ибрагимовым
Летом 2023 года оспорить чемпионский пояс в супертяжелом весе решился экс-боец UFC и чемпион лиги Hardcore Хадис Ибрагимов. Правила — пять раундов по две минуты в перчатках ММА по регламенту бокса. Хадис вновь вышел на бой оригинально — он облачился в доспехи рыцаря. Дамил вышел в национальной одежде и под татарскую музыку. Сразу же после стартовой сирены оба спортсмена понеслись в атаку. В чистом боксе Дамил переигрывал Хадиса. Он действовал точечно и думал перед каждым действием, чего не скажешь о Хадисе. И чем дальше затягивался бой, тем больше ударов пропускал Ибрагимов. Бой продлился все пять раундов, после чего была объявлена ничья, с чем Дамил был не согласен.

UralFC
19 октября в Перми состоялся международный боксёрский турнир URALFC, в котором "Татарин" встретился с чемпионом Азербайджана Суратом Гараевым. Данный поединок был запланирован на четыре раунда по 3 минуты. И он продлился всю запланированную дистанцию. В стартовом отрезке Гараев выглядел лучше своего соперника. Он здорово держал Дамила на дистанции и за счет работы джебом без проблем перебивал россиянина. Во втором раунде азербайджанский боксер стал обрабатывать корпус Дамила. «Татарин» пытался устроить размен, но Сурат не шел на риск.  После экватора раунда ситуация изменилась. Стало гораздо больше клинча, который навязывал Шарафутдинов. За счет серийных атак российский спортсмен смог выровнять бой, отметившись большим количеством точных попаданий.  Дело дошло до решения судей. Они не сумели определить сильнейшего, в связи с чем большинством голосов в бою Шарафутдинова и Гараева была объявлена ничья.

## Статистика в профессиональном боксе
В таблице перечислены результаты всех поединков боксёров.
В каждой строке указан результат поединка. Дополнительно номер поединка обозначен цветом, который обозначает итог поединка. Расшифровка обозначений и цветов представлена в нижеследующей таблице.
| Пример | Расшифровка                     |
| ------ | ------------------------------- |
|        | Победа                          |
|        | Ничья                           |
|        | Поражение                       |
|        | Планируемый поединок            |
|        | Поединок признан несостоявшимся |
| КО     | Нокаут                          |
| ТКО    | Технический нокаут              |
| PTS    | Решение судей (по очкам)        |
| UD     | Единогласное решение судей      |
| MD     | Решение большинства судей       |
| SD     | Раздельное решение судей        |
| RTD    | Отказ от продолжения боя        |
| DQ     | Дисквалификация                 |
| NC     | Поединок признан несостоявшимся |

| 9 поединок, 5 побед (1 нокаутом), 2 ничьи , 2 поражение . | 9 поединок, 5 побед (1 нокаутом), 2 ничьи , 2 поражение . | 9 поединок, 5 побед (1 нокаутом), 2 ничьи , 2 поражение . | 9 поединок, 5 побед (1 нокаутом), 2 ничьи , 2 поражение . | 9 поединок, 5 побед (1 нокаутом), 2 ничьи , 2 поражение . | 9 поединок, 5 побед (1 нокаутом), 2 ничьи , 2 поражение . | 9 поединок, 5 побед (1 нокаутом), 2 ничьи , 2 поражение .    |
| Бой                                                       | Рекорд                                                    | Дата боя                                                  | Соперник                                                  | Место проведения боя                                      | Раундов, время                                            | Примечание                                                   |
| --------------------------------------------------------- | --------------------------------------------------------- | --------------------------------------------------------- | --------------------------------------------------------- | --------------------------------------------------------- | --------------------------------------------------------- | ------------------------------------------------------------ |
| 1                                                         | 0-1                                                       | 25 декабря 2021                                           | Вагаб Вагабов (1-0)                                       | КЗ «Мир», Москва, Россия                                  | UD 4 (4)                                                  | Счёт: 37-39, 36-40 (дважды). Дебют в профессиональном боксе. |
| Бой                                                       | Рекорд                                                    | Дата боя                                                  | Соперник                                                  | Место проведения боя                                      | Раундов, время                                            | Примечание                                                   |

## Звания и награды
- Член сборной команды России по боксу
- Мастер спорта России по боксу[2]
- Чемпион Нижегородской области
- Чемпион Приволжского Федерального округа
- Бронзовый призёр первенства России среди юниоров 2017 г.
- Чемпион Всероссийских соревнований по боксу класса «Б» 2018 г.[20]
- Серебряный призёр первенства России среди юниоров 2019 г.
- Обладатель Кубка России (в составе сборной ПФО) 2020 г.[21]
- Бронзовый призёр чемпионата России среди молодёжи до 22 лет, 2021 г.[22]
- Победитель гран-при в супертяжелом весе в рамках турнира  «Наше дело» (2022 г.)
- Чемпион бойцовской лиги «Наше дело» в супертяжёлом весе (2023 г.)
- Лауреат именной стипендии главы города Нижнего Новгорода (2023 г.) [23]